# Henricus Prochæus
Henricus Prochæus, född 1694, död 1746, var en svensk-finsk präst.

## Biografi
Henricus Prochæus föddes 1694. Han var son till kaplanen Johannes Petri Prochæus i Paldamo och Margareta Hoffrenius. Prochæus blev 1709 student vid Kungliga Akademien i Åbo och 31 juli 1709 i Uppsala universitet. Han var medlem i Österbottniska nationen och prästvigdes 24 mars 1725 till komminister i Finska församlingen, Stockholm, tillträdde 1 maj 1725. Prochæus blev 11 april 1730 kyrkoherde i Finska församlingen, tillträdde 1 maj 1730 och blev 8 juni 1730 assessor i Stockholms konsistorium. Han avled 1746 och begravdes 7 juli samma år i Tyska kyrkans gravvalv.

### Familj
Prochæus gifte sig 13 mars 1726 i Finska församlingen med Charlotta Eleonora Scharff (1704–1779), dotter till kyrkoherden Paulus Johannis Scharff i Hölö församling och Anna Stenius. De fick tillsammans barnen Anna Margareta Prochæus (född 1727), Eva Charlotta Prochæus (1730–1744), Petrus Johannes Prochæus (1740–1744) och en dotter (1743–1743).